# María Jesús López
María Jesús López es fundadora de ERBE Software y ex-directora de Desarrollo de Negocio de PlayStation España. En 1984, cofundó Erbe Software junto a Paco Pastor, vocalista del grupo Fórmula V, y Andrew Bagney. Tras su etapa en Erbe, López se unió a Sony España, donde lideró el lanzamiento de la primera PlayStation en el mercado español. Durante su carrera en Sony, supervisó los lanzamientos de hardware hasta la PlayStation 4, consolidando la presencia de la marca en España.